# Stazione di Mattō
La stazione di Mattō (松任駅?, Mattō-eki) è una stazione ferroviaria della città di Hakusan, nella prefettura di Ishikawa in Giappone, e serve la linea principale Hokuriku della JR West.

## Linee
JR West
■ Linea principale Hokuriku

## Struttura
La stazione è dotata di un marciapiede laterale e uno a isola, con tre binari passanti (di cui quello centrale, il numero 2, è usato per entrambi i sensi di marcia). La stazione possiede una biglietteria automatica e presenziata, un combini, servizi igienici e, a poca distanza, è presente il deposito principale dell'area di Kanazawa.
| 1 | ■ Linea principale Hokuriku | per Komatsu, Fukui e Tsuruga |                       |
| 2 | ■ Linea principale Hokuriku | per Komatsu, Fukui e Tsuruga | binario di precedenza |
| 2 | ■ Linea principale Hokuriku | per Kanazawa e Toyama        | binario di precedenza |
| 3 | ■ Linea principale Hokuriku | per Kanazawa e Toyama        |                       |

## Stazioni adiacenti
| 《                        | Servizio                  | 》                        |
| Linea principale Hokuriku | Linea principale Hokuriku | Linea principale Hokuriku |
| ------------------------- | ------------------------- | ------------------------- |
| Nishi-Mattō               | Locale                    | Nonoichi                  |